# 바이샤

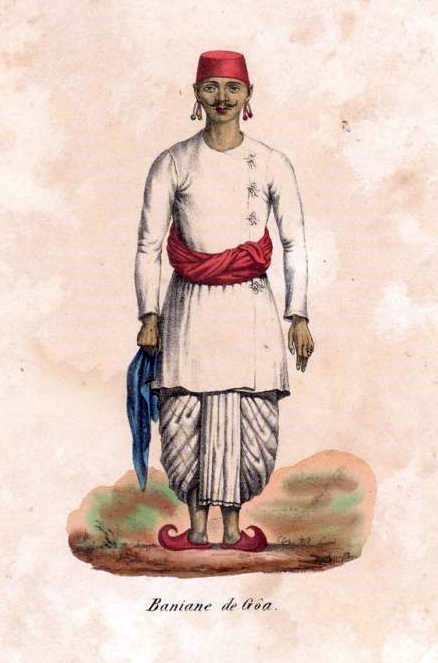
고아의 상인, 1800년

바이샤(산스크리트어·힌디어: वैश्य)는 힌두교의 4대 바르나 중 하나로, 바르나 계급 중 3번째 계급에 해당한다.
바가바드 기타와 같은 힌두교 경전에 따르면 바이샤의 직종은 주로 농업, 가축 사육, 무역 및 기타 사업 활동으로 구성된다. 그러나 시간이 지나면서 바이샤들은 지주, 상인, 고리대금업자 등의 역할을 맡게 되었다. 바이샤들은 하층민이었기 때문에 상층민을 위해 생계를 책임지는 것이 그들의 책임이 되었다. 바이샤는 브라만 및 크샤트리야 바르나와 함께 힌두교 신학에서 말하는 입문 성사 후 드비자 신분("두 번 태어난", 두 번째 또는 영적 탄생)을 주장한다. 인도 상인들은 인도 문화를 동남아시아 지역까지 전파한 공로를 널리 인정받았다.
역사적으로 바이샤는 전통적인 목축업, 무역, 상업 이외의 역할에도 관여해 왔다. 역사학자 람 샤란 샤르마에 따르면 굽타 왕조는 "억압적인 통치자에 대한 반발로 등장한" 바이샤 왕조였다.
식용으로 동물을 죽이는 것을 금지하는 아힘사 개념을 설파하는 자이나교와 불교의 영향으로 많은 바이샤들은 채식주의 성향을 지니고 있다.